# Fushun
Fushun (chinês simplificado: 抚顺; chinês tradicional: 撫順; pinyin: Fǔshùn; antiga Fouchouen, em francês) é uma cidade em Liaoning, na China, a 45 km de Shenyang. Sua população é de 1,3 milhões, distribuídos numa área de 10.816 km², incluindo 675 km² da cidade principal.
As maiores covas artificiais do mundo, conhecidas como The Magnificent West Pit, estão localizada não muito longe do centro.Em 2004, o PIB total era de até 37,5 milhões de yuans.